# Gasthaus zum Ochsen (Mönchberg)

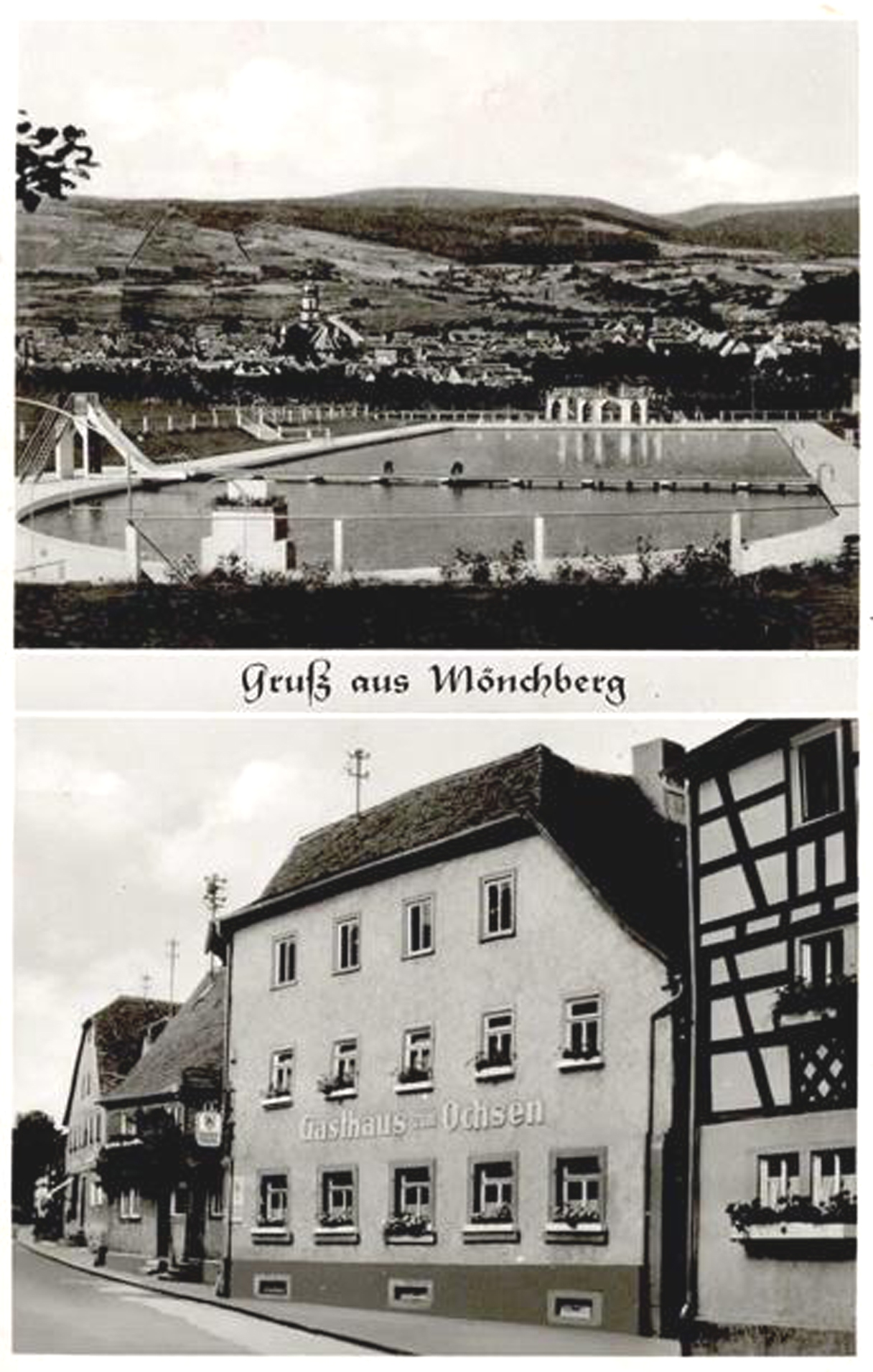
Ansichtskarte um 1970

Das unter Denkmalschutz stehende historische Gasthaus zum Ochsen in Mönchberg (Unterfranken) im Landkreis Miltenberg am Main erhielt seine Schildgerechtigkeit (Schankerlaubnis, Gaststättenkonzession) im Jahre 1738.

## Geschichte
In den Gemeindearchiven wird als erster Besitzer des aus dem 18. Jahrhundert stammenden Gebäudes ein Michel Bildstein (1705–1798) erwähnt, der als „ein angesehener Mann und auffallender Förderer“ vermerkt ist. Für das Jahr 1757 ist zum „Ochsen“, wie er umgangssprachlich auch genannt wird, ein herrschaftlicher Besuch erwähnt, so heißt es: „Ein arabischer Fürst mit seinem Bediensteten und zwei Pferd[en]“ sei dort eingekehrt und habe bei Michel Bildstein übernachtet.
Das Gasthaus soll einmal aus mehreren, mindestens zwei, Gebäuden bestanden haben. Aus einem überlieferten Katasterdokument der Feuerassekuranz von 1780 geht hervor, dass es sich um bis zu drei Gebäude gehandelte haben soll, welche von Michel Bildstein mit einem „Anschlag von 850 fl (Gulden)“ (Versicherungssumme) versichert wurden. Im Mittelalter entsprach dieser Betrag einem heutigen Geldwert von circa 440.000 EUR.
In der Liste der Baudenkmäler des Bayerischen Landesamt für Denkmalpflege wird das Gebäude beschrieben als „Gasthaus, giebelständiger Halbwalmdachbau mit verputzten Fachwerkobergeschossen und stumpfwinklig anstoßendem dreigeschossigen Anbau mit starker Vorkragung über dem Eingangsbereich, städtebaulich im Fluchtpunkt der gegenüberliegenden Quergasse liegend, 16./17. Jh.; Nebengebäude, zweigeschossiges Fachwerkhaus mit Satteldach, um 1800.“

## 232-jährige Bewirtschaftung
Michel Bildstein bewirtschaftete das Gasthaus bis zu seinem Tod im Jahre 1798. Danach kam der „Ochsen“ an dessen zweite Ehefrau Anna Maria (geborene Heun aus Eichelsbach; † 1813), die es weiter bewirtschaftete. Da der einzige Nachkomme aus Bildsteins erster Ehe mit Christina bereits 70 Jahre alt war, wurde das Gasthaus 1814 an Franz Scholl (1785–1862), einem Sohn des damaligen Wirts des „Gasthauses zum Hirschen“ Karl Martin Scholl, verkauft. Dessen Sohn Viktor Valentin Scholl (1811–1884) übernahm die Gastwirtschaft 1862 und betrieb sie gemeinsam mit seiner Frau Wilhelmine (geborene Appel; 1826–1908). Als Nächstes wurde der „Ochse“ 1884 von deren 1855 geborener Tochter Anna Viktoria, die mit Michael Zöller (geboren 1861) verheiratet war, für damals 6.500 Mark (vermutlich Kölner Mark) übernommen. Nach einer kurzzeitigen Verpachtung an Eugen Gramling wurde das Gasthaus am 1. Januar 1904 von Josef Reinfurt (1867–1942) erworben, der mit Rosa Katharina (geborene Gramling; 1874–1962) verheiratet war. 1949 übernahm Pius Helmstetter (1899–1974) mit seiner Frau Franziska (geborene Reinfurt, 1898) die Bewirtschaftung des „Ochsen“. Ihr Sohn Josef Helmstetter war der letzte Wirt dieses Gasthauses, das er bis 1970 führte.

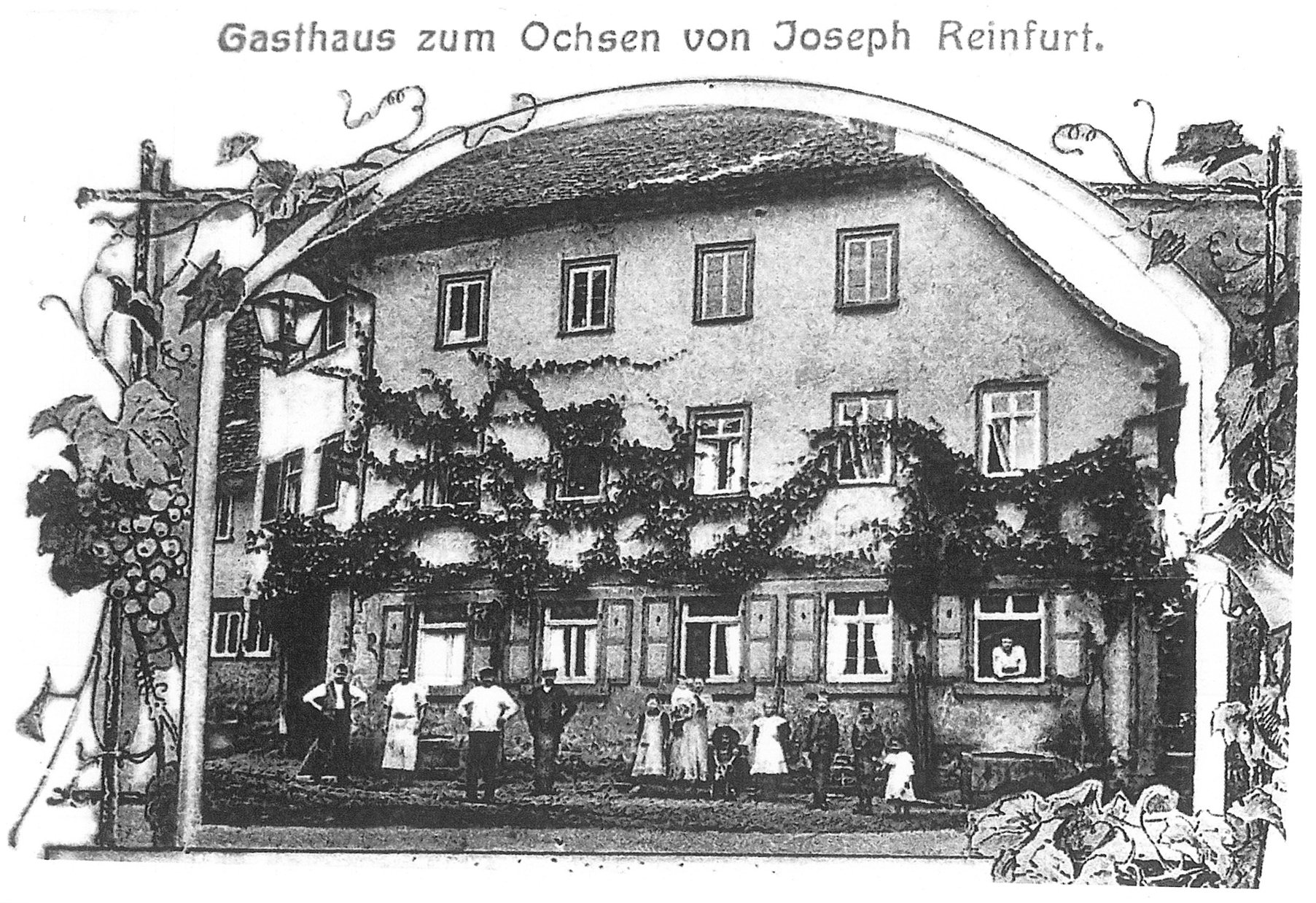
Vermutlich ein Zeitungsinserat um 1904
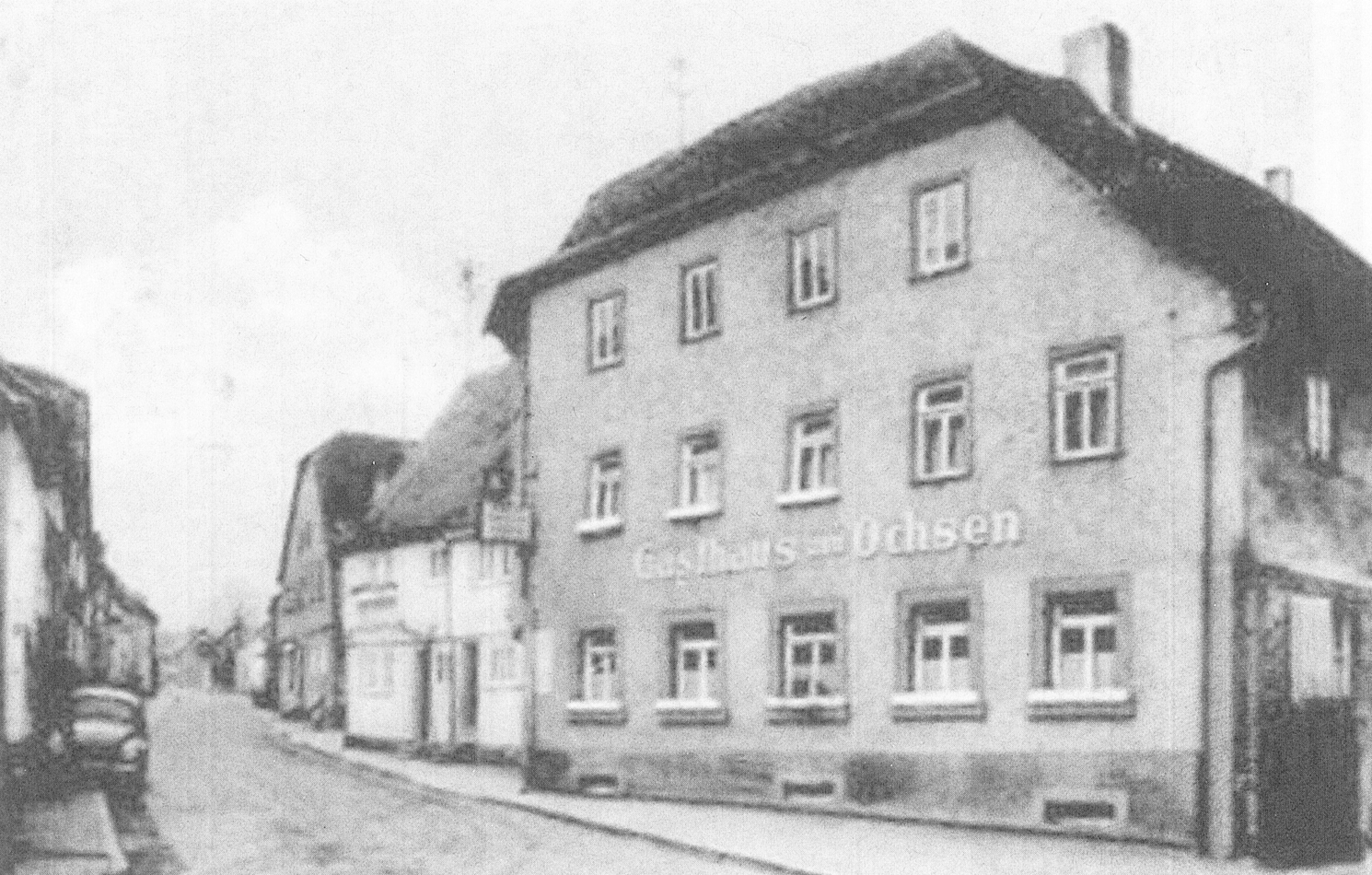
Der „Ochsen“ um 1960
Ansichtskarte vor 1970
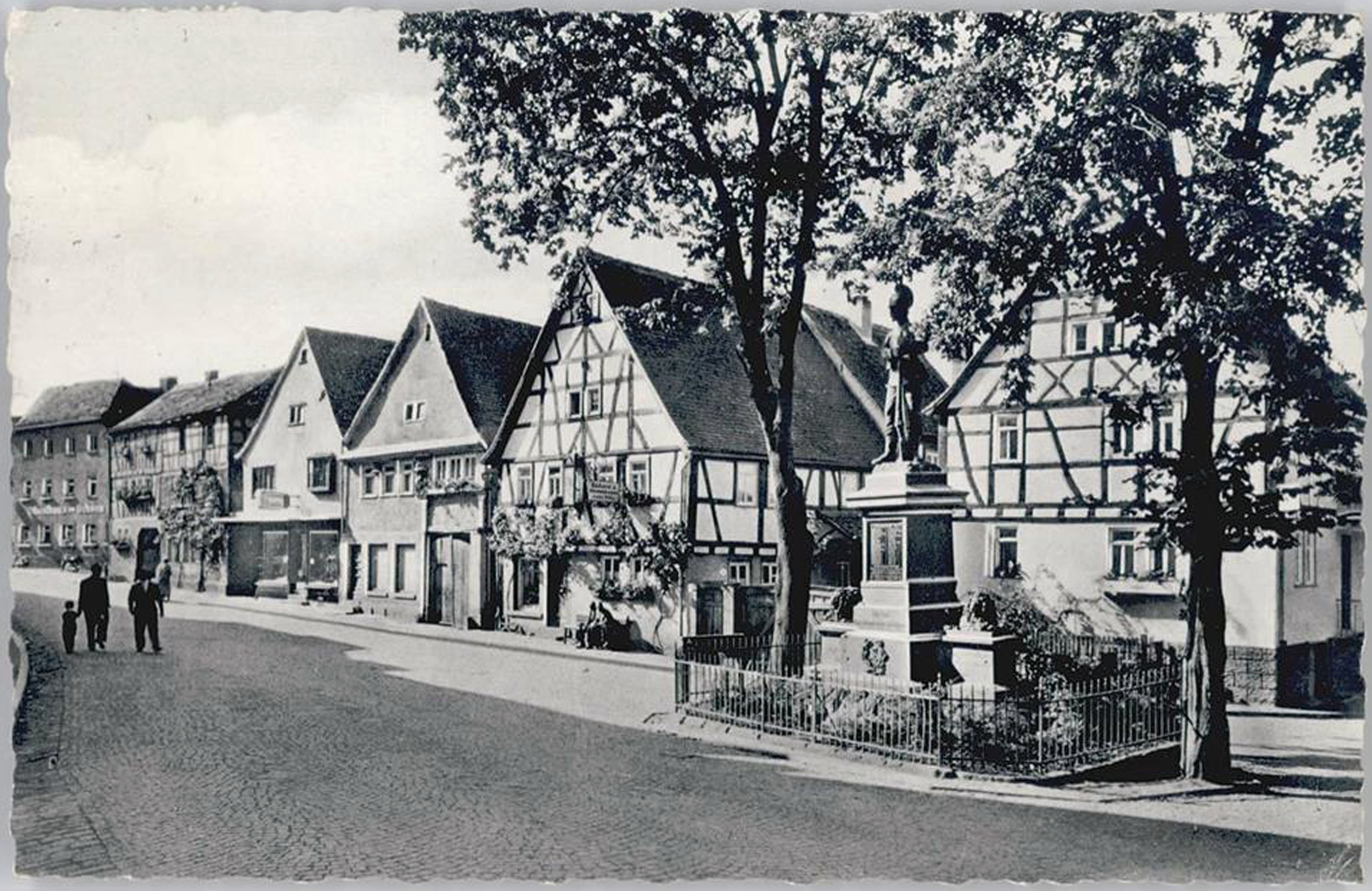
Das Kriegerdenkmal mit Blick zum „Ochsen“

Anschließend waren in dem Gebäude unter anderem eine Fahrschule und ein Friseursalon untergebracht. Zuletzt wurde es von Yusuf Özdem erworben, der das Gebäude renovieren ließ.

## Jüdisches Leben im Ort und beim „Ochsen“

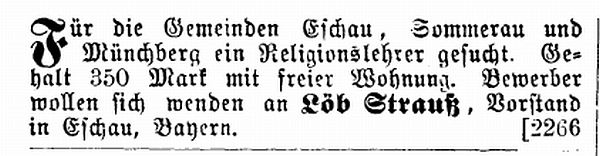
Stellenausschreibung (Israelit 21. September 1876)

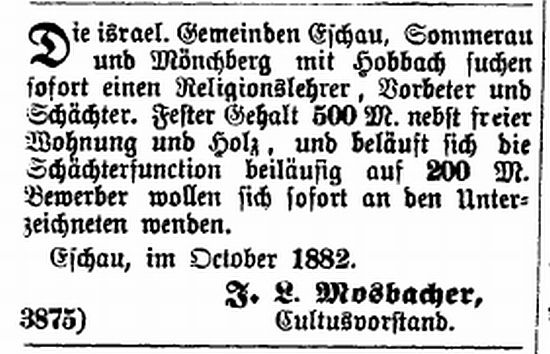
Stellenausschreibung (Israelit 1. November 1882)

In Mönchberg bestand zeitweise (18. / 19. Jahrhundert) eine kleine jüdische Gemeinde. Wann sich die ersten Juden hier niederließen, ist nicht bekannt. Jedoch existieren noch heute besondere Erinnerungen an die jüdische Geschichte in Mönchberg. So gibt es beispielsweise einen kleinen Gehweg im alten Ortskern mit dem Namen „Judenpfad“ und den Flurnamen „Judengrube“ in der Gemarkung Mönchbergs.
Im Staatsarchiv Würzburg findet sich eine „Bitte der angesessenen Juden zu Mönchberg um die Erlaubnis, von den dortigen Nachbarn Losholz kaufen zu dürfen“ aus dem Jahre 1807. Bei der Erstellung der Matrikellisten im Jahre 1817 sind folgende Familienvorstände (mit Erwerbstätigkeit) genannt: „Eisik Gerson Mannheimer (Viehhandel), Jacob Bonum Mannheimer (Warenhandel, Schutzbrief von 1810) und Maier Gerson Mannheimer (Viehhandlung, seit 39 Jahren in Schutz, ohne Urkunde).“ Die Brüder Jacob (geboren 1798) und Gerson Mannheimer (Juni 1802–31. August 1881) hatten 1839 eingewilligt, dass Franz Scholl, der damalige „Ochsenwirt“, neu bauen dürfe, dafür verlangen sie, dass sie später, wenn sie selbst in Hausnummer 9 anbauen wollten, keinen Widerspruch erhielten. Sie waren in einem der drei Gebäude, die zum Gasthaus gehörten, untergebracht. Laut Angabe von Franziska Helmstetter war in dem oberen Zimmer des „Ochsen“ eine Judenschule untergebracht. Zur rechten Hausseite des Gebäudes war die Hofeinfahrt der Juden, zur linken Hausseite die des „Ochsen“.
Zur Besorgung religiöser Aufgaben der in Mönchberg und den umliegenden Gemeinden ansässigen jüdischen Personen wurden in den Jahren 1876 und 1882 in der Zeitschrift Der Israelit die Anstellung eines Lehrers, Vorbeters und Schochets ausgeschrieben (Ausschreibungen der Stelle links). Ab 1884 war Leopold Lehmann 53 Jahre lang dort als Lehrer, Vorbeter und Schochet eingesetzt. Im Frühjahr 1937 wanderte er nach Palästina aus. Möglicherweise gab es im „Gasthaus zum Ochsen“ auch einen jüdischen Betraum, zumindest besaß es eine eigene Schlachterei.